# Rhododendron carolinianum
Rhododendron carolinianum er en art af alperose fra det østlige Nordamerika med lyse blomster. Den kaldes også Rhododendron minus var. minus.